# Hibiscus fischeri
Hibiscus fischeri är en malvaväxtart som beskrevs av Oskar Eberhard Ulbrich. Hibiscus fischeri ingår i Hibiskussläktet som ingår i familjen malvaväxter. Inga underarter finns listade i Catalogue of Life.